# 1136
Năm 1136 trong lịch Julius.